# Pol Toledo Bague
Pol Toledo Bague (nacido el 22 de diciembre de 1994) es un tenista profesional de España, nacido en la ciudad de Massanet de la Selva, España.

## Carrera
Su mejor ranking individual es el Nº 527 alcanzado el 21 de marzo de 2016, mientras que en dobles logró la posición 336 el 16 de febrero de 2015.
No ha logrado hasta el momento títulos de la categoría ATP ni de la ATP Challenger Tour.

## Entrenador
Desde el año 2023 es entrenador de la tenista Paula Badosa.  Siendo su entrenador la catalana gana el WTA 500 de Washington en 2024 y es semifinalista del Abierto de Australia 2025. 